# Kertész Kornél
Kertész Kornél, teljes nevén Kertész Kornél Ervin (Budapest, Józsefváros, 1910. október 4. – Budapest, 1983. január 24.) magyar zongorista, dzsesszzenész, zenetanár.

## Pályafutása
Kertész Adolf Aladár (1864–1945) színész és Pschunder Mária Cecília (1888–1966) fiaként született. Apja 1896-ban változtatta nevét Scheiberről Kertészre. 1928 és 1931 között a Zeneakadémiára járt, ahol zongorázni Stefániai Imrétől, zeneszerzést Siklós Albertnál tanult. Glenn Miller, Artie Shaw, Benny Goodman és Stan Kenton muzsikájának hatására kötött ki a dzsessz mellett. Ugyanakkor foglalkoztatta Bartók, Hindemith, Stravinsky, Honegger zenéje is. 
1947-ben dzsessz-együttest alapított és zongorázott több helyen is. A Savoy Bárban, majd 1958-tól az Astoria Szálloda bárjában muzsikált. Gonda János, Pernye András, Garay Attila és sok más később nevessé váló zenész járt oda az Astoria Quartet miatt (Kertész Kornél zongora, Káldor Péter vibrafon, Rahói Ernő bőgő, Várnai Tibor dob).
1962-től megszűnéséig vezette a Dália Jazz Klubot. 1967-ben felhagyott az aktív zenéléssel. Attól kezdve csak oktatott (Bartók Béla Zenei Szakközépiskola).
Mint muzsikus és szervező is jelentős alakja volt a magyar dzsesszéletnek.